# Eunice Gray
Compléments
Spéculation sur la véritable identité d'Eunice Gray comme étant Etta Place, la petite amie du Sundance Kid
Eunice Gray (né Ermine McEntire, le 23 avril 1880 – 26 janvier 1962) était une propriétaire et exploitante de bordel et d'hôtel à Fort Worth, au Texas, de 1909 à 1962. Elle est surtout connue pour la croyance selon laquelle elle était Etta Place, l'ancienne petite amie du célèbre hors la loi Harry Alonzo Longabaugh, alias the Sundance Kid, qui aurait été tué dans une fusillade en Amérique du Sud en novembre 1908. Depuis de nombreuses années, il n'y avait pas de photographies connues d'Eunice Gray ; mais deux photographies récemment découvertes semblent démontrer qu'elle ne pouvait pas avoir été Etta Place.

## Arrivée à Fort Worth
Gray est décrite comme une belle femme et, selon les rapports de Pinkerton, elle est arrivée à Fort Worth, au Texas, et a commencé à diriger un bordel en 1909; après qu'Etta Place ait été vu pour la dernière fois, à San Francisco, où elle pourrait avoir demandé de l'aide pour obtenir un certificat de décès pour Longabaugh, afin de régler sa succession.

## Spéculation sur Eunice Gray étant Etta Place
Gray était semi-riche, et beaucoup ont émis l'hypothèse qu'elle était, en fait, Etta Place. Elle n'a jamais donné aucune indication qu'elle était, ni fait aucune tentative pour alimenter les rumeurs, comme beaucoup auraient pu le faire pour atteindre la célébrité, mais elle a au contraire évité complètement le sujet. Elle a dirigé son bordel, au moins jusqu'en 1925, au moment où elle a repris le "Waco Hotel", situé au 110, E. 15th street, à Fort Worth. Contrairement à la croyance générale, les liens entre Place et Gray ne se sont pas établis dans une large mesure lorsqu'elle est arrivée à Fort Worth, mais bien de nombreuses années par la suite.
Durant toute sa période à Fort Worth, elle n'a donné qu'une seule interview, dans laquelle elle dit à Delbert Willis, de Fort Worth Press, "I've lived in Fort Worth since 1901. That is except for the time I had to high-tail it out of town. Went to South America for a few years ... until things settled down." (Je vis à Fort Worth depuis 1901. Sauf pendant la période où j'ai dû quitter la ville. Je suis allé en Amérique du Sud pour quelques années... jusqu'à ce que les choses se calment.). Ce qui a toujours été pensé pour être quelque chose à voir avec le Révérend J. Frank Norris, alors en croisade anti-vice. Il n'arriva effectivement à Fort Worth qu'en 1909, et son siège tristement célèbre de Hell's half Acre, le quartier rouge de la ville, ne se produisit qu'en 1912,. Etta Place, en revanche, se trouvait en Amérique du Sud entre février 1901 et juin 1906. Willis a également reconnu que Gray n'a jamais admis ou même prétendu être Etta Place, il a simplement fait le lien de lui-même, compte tenu de la similitude de leur âge, du fait qu'elles avaient toutes deux une belle apparence, et que la période de Gray pendant laquelle elle dit être allé en Amérique du Sud coïncide, quoique grossièrement, avec celle pendant laquelle Place était en Amérique du Sud.

## Preuve photographique
Pendant de nombreuses années, il n'y avait pas de photographies connues de Gray datant de cette période, à comparer avec la photo connue de bonne qualité de Place. Willis a estimé que les similarités frappantes, mais en l'absence d'une photographie de Gray, il n'y a aucun moyen de vérifier ou de réfuter son observation.
Plus récemment, la généalogiste amateur Donna Donnell a trouvé le nom d'Eunice Gray sur une liste de passagers en provenance du Panama, datant de 1911. Il a été signalé en 2007, suivant cette piste, elle avait trouvé la nièce d'Eunice Gray, qui avait deux photos d'elle: l'une, vêtue de sa robe de remise de diplôme du lycée vers 1896 et une autre prise dans les années 1920. En comparant les photos avec l'une de Place, elles ont toutes deux convenu qu'Eunice Gray n'était certainement pas Etta Place.

## Mort et identité
En janvier 1962, Eunice Gray est morte dans l'incendie qui a détruit "l'Hôtel Waco" dont elle était toujours propriétaire et exploitante au 110 1/2 East 15th street à Fort Worth, au Texas. Les documents sauvés du feu indiquaient qu'elle était née en 1884.
Les documents trouvés après l'incendie ont  révélé en outre que l'établissement de Gray était évalué à plus de 90 000 $. Il n'y avait pas de lettres ou communications, pour vérifier sa famille, son origine, ni l'endroit où elle a vécu entre 1901 et 1909.
De nombreuses années plus tard, les recherches de Donna Donnell  ont prouvé que le vrai nom d'Eunice Gray était Ermine McEntire. Elle était en fait née en 1880. Elle est enterrée à Platte City Cemetery, à Platte City, dans le Comté de Platte, Missouri.